# 久木田律子
久木田 律子（くきた りつこ、1951年12月24日 - 2002年5月）は、熊本県出身の漫画家。夫は同業者の山本おさむ。

## 概要
1971年、集英社『りぼん』8月号「愛すべきわれらがトン子さん」でデビュー。同社の『りぼん』や『マーガレット』などの少女漫画誌上で、人間愛と優しさに溢れる作品を発表した。
山本との間に数人の子供を儲けたが、20代から腎臓（ネフローゼ症候群）を患っており、長期闘病の末、2002年5月に逝去した。享年51。

## 作品リスト
作品はすべて集英社より発行。
- りぼんマスコットコミックス
  - ロクが帰る日（1974年11月）
  - ありがとうの一言を…（1975年11月）
  - こもれ日の庭（1977年10月）
  - 海に落ちた星（1978年12月）
  - ぼたん雪（1979年11月）
  - 遠い朝やけ（1980年7月）
  - あいうえウリンボ（1982年4月）
- マーガレットレインボーコミックス
  - あたたか色のクレパスで（1976年12月）

## 関連人物
- 尾瀬あきら - 山本おさむとともに久木田のアシスタントをしていた。